# Духовшчина
Духовшчина (рус. Духовщина) град је у европском делу Руске Федерације и административни центар Духовшчинског рејона смештеног у северном делу Смоленске области.
Према процени националне статистичке службе, у граду је 2014. живело 4.117 становника.

## Географија
Град је смештен на обалама реке Востице (део басена реке Дњепар) на око 57 км североисточно од административног центра области, града Смоленска. Налази се у југоисточном делу истоименог рејона, на подручју Духовшчинског побрђа.

## Историја
Према легенди, на месту данашњег градског храма посвећеног Светом Духу (обновљеног 1995) постојао је током XIII—XIV века женски православни манастир посвећен истом празнику (не постоје званични подаци о његовом постојању). У околини манастира се током XV или почетком XVI века развило сеоско насеље познато као Духовскаја слобода. Насеље је касније постало сеоским центром, и из тог периода и потичу први писани подаци о њему (из 1675).
Године 1777. село Духовшина је административно преуређено у град и окружни центар. Садашњи статус града рејонске субординације носи од 1926. године.

## Демографија
Према подацима са пописа становништва 2010. у граду је живело 4.371 становника, док је према проценама за 2014. град имао 4.117 становника.
| 1897. | 1959. | 1970. | 1979. | 1989. | 2002. | 2010. | 2014. |
| ----- | ----- | ----- | ----- | ----- | ----- | ----- | ----- |
| ---   | ---   | ---   | ---   | 5.747 | 4.683 | 4.371 | 4.117 |

## Познати становници
- У селу Чижево, на око 18 км од Духовшине родио се руски војсковођа, државник, гроф и књаз Григориј Потемкин (1739—1791), према неким изворима морганатски супруг Катарине Велике.
- Петар Козлов (1863—1935) — руски географ и археолог, истраживач Монголије, Тибета и Синкјанга.